# Carrier Force
Carrier Force est un jeu vidéo de type wargame créé par Gary Grigsby et publié par Strategic Simulations en 1983 sur Apple II, Atari 8-bit et Commodore 64. Le jeu se déroule pendant la Seconde Guerre mondiale et retrace des affrontements entre américains et japonais dans l'océan Pacifique. Le jeu propose quatre scénarios qui simulent respectivement la bataille de la mer de Corail, la bataille de Midway, la campagne des îles Salomon et la bataille des îles Santa Cruz. Dans le premier, les japonais doivent escorter des transports de troupes, devant débarquer à Port Moresby, et repousser les attaques de la marine américaine. Leur aviation doit également sécurisé la zone afin de faciliter le débarquement. Les autres scénario sont similaires et font notamment intervenir l’aviation, des porte-avions, des sous-marins et des navires de guerre. Le jeu se déroule au tour par tour et chaque tour correspond à une durée d’une heure.

## Trame
Carrier Force se déroule dans l’océan Pacifique, entre mai et novembre 1942, pendant la Seconde Guerre mondiale. Il retrace quatre des plus cruciales bataille de porte-avions de la guerre : la bataille de la mer de Corail, la bataille de Midway, la campagne des îles Salomon et la bataille des îles Santa Cruz.

## Système de jeu
Carrier Force est un wargame qui simule, au niveau opérationnel, des combats navals dans l’océan Pacifique pendant la Seconde Guerre mondiale. Le jeu oppose les forces américaines aux forces japonaises. Le joueur peut y affronter un autre joueur ou l’ordinateur, qui contrôle alors les japonais. Le jeu propose quatre scénarios individuels qui retracent respectivement la bataille de la mer de Corail, la bataille de Midway, la campagne des îles Salomon et la bataille des îles Santa Cruz. Dans le premier, les japonais doivent escorter des transports de troupes, devant débarquer à Port Moresby, et repousser les attaques de la marine américaine. Pour sécuriser la zone et ainsi faciliter le débarquement, ils peuvent notamment s’appuyer sur leur aviation. Les autres scénarios sont similaires et font notamment intervenir l’aviation, des porte-avions, des sous-marins et des navires de guerre. Le jeu se déroule au tour par tour, chacun d’eux représentant une heure. Un scénario complet correspond ainsi à une durée de deux à trois jours. Le jeu propose deux cartes, divisées en cases hexagonales représentant une distance d’environ 50 miles. La première, utilisée pour le scénario qui retrace la bataille de Midway, est centrée sur les îles Midway et la seconde, utilisée pour les trois autres scénarios, est centrée sur Guadalcanal. A l’écran n’est affichée qu’une fraction de ces cartes, d’environ 30 cases. Le joueur doit ainsi la faire défiler horizontalement ou verticalement afin de pouvoir visualiser d’autres zones. Le statut des navires et des avions, ainsi que les rapports transmis par les pilotes, sont également affichés à l’écran. Au début d’une partie, chaque navire et avion est placé sur la carte à sa position historique. Il est cependant possible de rendre ce placement aléatoire. 
Tous les navires impliqués dans les quatre batailles historiques simulées sont représentés dans le jeu, incluant même les navires de supports d’hydravions, les dragueurs de mines et les bateaux de patrouilles. Chaque navire est notamment caractérisé par sa vitesse, ses canons, ses défenses anti-aériennes et son blindage. Le jeu inclut également vingt types d’avions, chacun étant caractérisé par sa vitesse, son endurance, son aptitude au combat aérien et sa précision en matière de bombardement. Outre les forces en présence, le jeu prend également en compte les conditions météorologiques, qui peuvent changer au cours d’un scénario et qui ont un impact sur l’affrontement. Une couverture nuageuse base limite ainsi de manière significative l’efficacité des opérations aériennes.  
Le vainqueur d’une partie est déterminé par un système de point qui s’acquiert en détruisant ou en endommageant les navires ennemis. Les forces japonaises reçoivent de plus des points bonus en bombardant les bases américaines et en débarquant des troupes.

## Développement et publication
Carrier Force est développé par Gary Grigsby. Il est publié par Strategic Simulations en 1983 sur Apple II puis en décembre de la même année sur Atari 8-bit. Il est ensuite porté sur Commodore 64 à l’automne 1984.

## Accueil
| Carrier Force |      |       |
| Média         | Nat. | Notes |
| CGW           | US   | 3/5   |
| Tilt          | FR   | 5/6   |

Après sa sortie en 1986, Carrier Force est salué par Floyd Mathews dans le magazine Computer Gaming World. Ce dernier estime d’abord qu’il simule les opérations d’une flotte de guerre « avec plus de détails » que Guadacanal Campaign, un autre jeu de Gary Grigsby sur le même sujet, notamment dans sa gestion de l’aviation et des combats. Il juge également que les capacités du programme en solitaire sont « excellentes » en expliquant que l’ordinateur suit la stratégie historique des japonais tout en restant imprévisible dans les détails de son exécution. En conclusion, il estime donc qu’il s’agit d’un wargame « excellent » et de « très bonne qualité ». Dans le même magazine, le jeu est également encensé par Tom Cheche. Celui-ci met d’abord en avant les lacunes des jeux de guerre sur table en matière de combat naval, du fait de leur difficulté à simuler un véritable brouillard de guerre, et juge que Carrier Force parvient à combler cette lacune et à réduire l’écart entre la réalité des combats et la simulation. Il juge en effet que, comme promis par son auteur, le jeu simule de manière réaliste le brouillard de guerre de ce type d’affrontement, le joueur devant faire face aux mêmes manques ou imprécisions des informations qui lui sont transmises qu’un véritable commandant de flotte de guerre. Il note en revanche quelques limitations dans la structure du programme, qu’il juge « impitoyable » avec le joueur qui rentre une mauvaise commande et qui, d’après lui, donne donc un certain avantage à l’ordinateur dans les parties en solitaire. En conclusion, il décrit Carrier Force comme le genre de programme qu’il avait en tête lorsqu’il réfléchissait à l’impact de l’arrivée des ordinateurs sur le genre. Il note en effet que le jeu s’appuie sur des recherches exhaustives et une excellente production et qu’il parvient à éliminer l’ennui généré par la comptabilité des jeux de guerre sur table tout en offrant un rendu réaliste du brouillard de guerre. La critique de Mike Markowitz dans Micro Times est un peu plus mitigées. En effet, si celui-ci considère Carrier Force comme « un délice » pour les joueurs familiés avec cette période et les wargames sur ordinateur, il estime qu’il peut se révéler « frustrant » pour les joueurs occasionnels. Il juge en effet que le jeu est lent, notamment lorsque le programme calcul les mouvements de ses forces dans les parties en solitaires. Il estime également qu’il est long et difficile à prendre en main, qu’il punit le joueur de manière trop brutale lorsqu’il se trompe de commande et qu’il aurait grandement bénéficié d’une interface avec un curseur que le joueur déplace à l’écran plutôt qu’une interface en ligne de commande. Il conclut néanmoins qu’il reste un bon jeu et qu’il représente une avancée notable de l’état de l’art en matière de wargame malgré une interface rigide pouvant se révéler fastidieuse.